# Contrôleur DJ

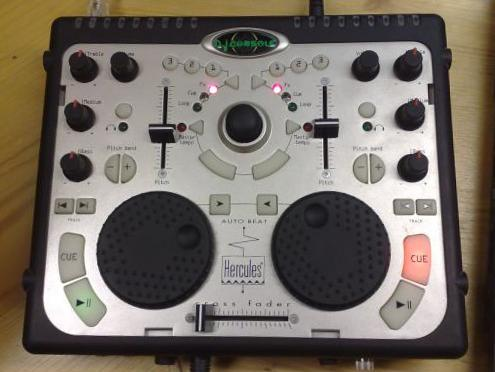
la Hercules DJ Console, l'un des premiers contrôleurs de DJ jamais fabriqués

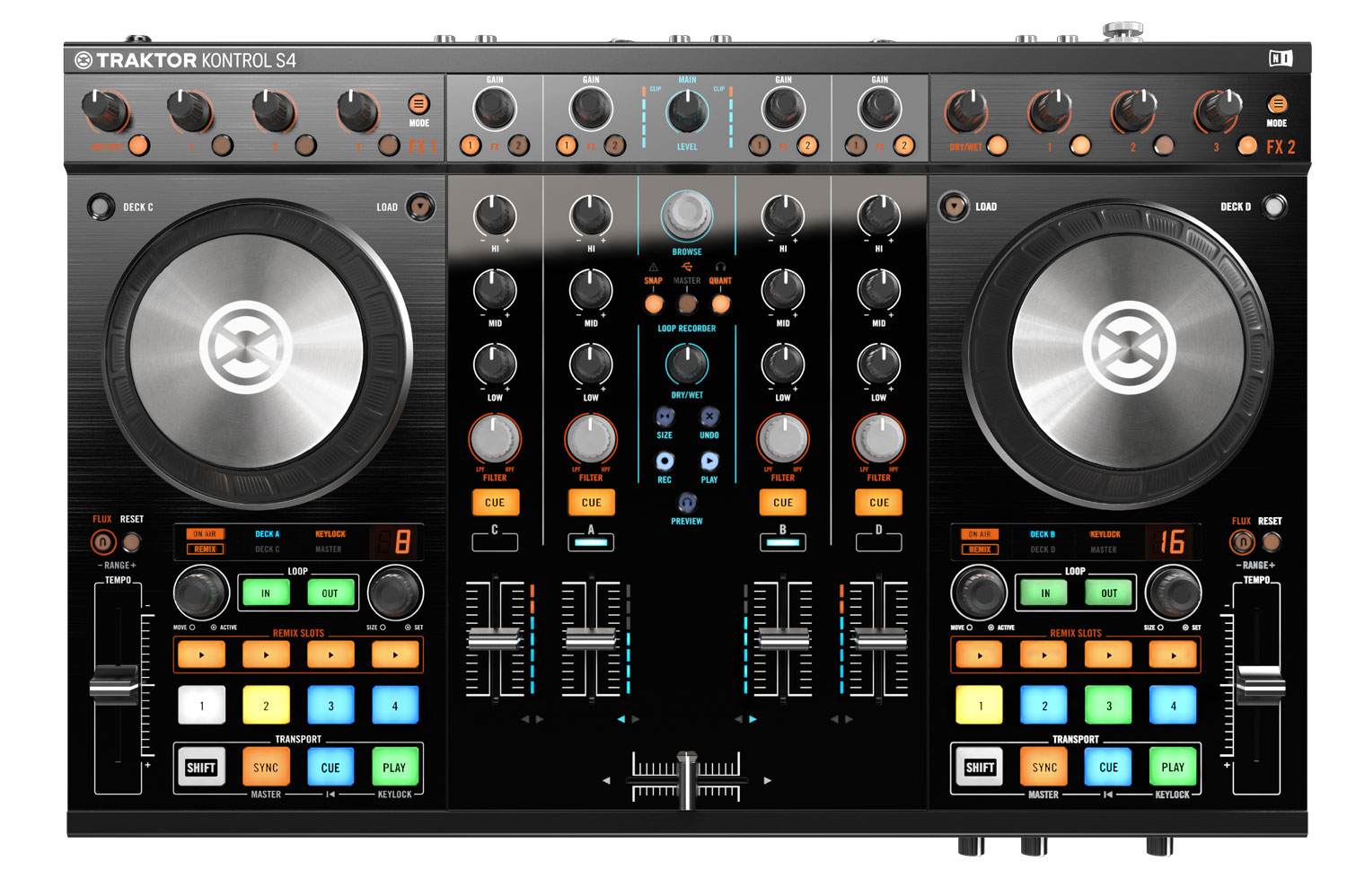
Un contrôleur DJ

Un contrôleur DJ ou surface de contrôle DJ est un instrument pour disc jockey qui pilote un logiciel DJ grâce à des contrôles similaires à ceux d'une table de mixage + 2 lecteurs CD, au lieu de piloter le logiciel DJ avec le clavier la souris, avec un touchpad ou un écran tactile. 
Comme une souris, un contrôleur DJ est une télécommande pour un logiciel, mais il permet en plus : 
- d'avoir des gestes plus précis : quand on tourne un potentiomètre mécanique, le geste de la main est mieux guidé donc plus précis que quand on tourne un potentiomètre dessiné à l'écran ;
- d'activer plus de commandes en même temps : avec 2 mains et 10 doigts, on peut actionner en même temps et de façon coordonnée plusieurs boutons sur un contrôleur DJ, mais 1 seul bouton sur une souris ;
- d'avoir un retour visuel clair de l'état de chaque commande, avec le rétro éclairage et la position des boutons ;
- d'agrandir la surface de commandes au-delà de la surface qu'affiche l'écran de l'ordinateur.

## Définition

### Contrôleur DJ
Un contrôleur DJ est une surface de contrôle spécialisée pour contrôler un logiciel DJ, que ce logiciel tourne dans un ordinateur, une tablette ou un smartphone, ou encore soit intégré au contrôleur (cas des contrôleurs autonomes). 
Il a généralement l'apparence d'un groupe de commandes avec les commandes de la table de mixage au centre, entouré des commandes de 2 platines CD, 1 à droite et 1 à gauche, mais il existe aussi quelques contrôleurs DJ de petite taille avec les commandes d'une table de mixage uniquement, ou les commandes d'une platine CD uniquement.

### Interface audio DJ
Un grand nombre de contrôleurs DJ intègrent aussi une interface audio dédiée au DJing pour diffuser en même temps 2 flux audio :
- le mix = la musique diffusée pour le public : il y a donc une sortie stéréo pour brancher des enceintes et diffuser le mix,
- la pré-écoute = la musique que le disc jockey écoute (généralement dans son casque) avant de la diffuser pour le public, il y a donc une sortie stéréo pour brancher le casque.

Il est possible d'utiliser la carte sonore intégrée à l'ordinateur au lieu d'une interface audio dédiée au DJing, mais la carte sonore intégrée de l'ordinateur n'a souvent pas la capacité à diffuser en même temps 2 signaux stéréo audio différents, un pour le public (le mix) et un pour la pré-écoute au casque.

### Ce que n'est pas un contrôleur DJ
Un contrôleur DJ n'est pas une table de mixage, il n'intègre généralement pas l'électronique pour réaliser le mixage, l'équalisation, les filtres ou les effets sur le signal audio, qui sont gérés par le logiciel DJ. Certains contrôleurs DJs intègrent une table de mixage, mais ce n'est pas le cas le plus courant. Aussi juger la qualité d'équalisation d'un contrôleur DJ est absurde, c'est prendre l'équalisation d'un logiciel pour celle du contrôleur DJ.    
Un contrôleur DJ n'est pas un contrôleur de production, pour piloter des logiciels comme Ableton Live ou FL Studio, qu'on appelle souvent des DAW. Généralement sans "jog wheels", ils présentent souvent des matrices de boutons ou de pads et/ou de potards comme les contrôleurs pour DJs, et certains intègrent un clavier maître type piano. Parfois utilisés aussi par des DJs, qui sont souvent des producteurs, ces contrôleurs de DAW ne sont pas des contrôleurs DJ parce qu'ils servent à d'autres utilisations que du DJing.
Un contrôleur DJ n'est pas une station autonome, pour mixer sans ordinateur. Les stations de mix autonomes peuvent aussi servir de contrôleur DJ, donc contrôler le logiciel d'un ordinateur, mais le fait qu'ils lisent des morceaux sans ordinateur signifie qu'ils ne sont pas uniquement des contrôleurs.

### Vocabulaire d'un contrôleur DJ
Surface de contrôle : ensemble des boutons qu'on actionne pour piloter le logiciel DJ
Connectique : ensemble des prises situées sur le contrôleurs DJ (prise USB, prise audio, prise électrique)
Entrées audio : les prises par lesquelles on fait entrer le signal d'une source audio dans l'appareil, par exemple une entrée microphone en format jack 6.35mm ou en format XLR, une entrée auxiliaire en format RCA ou jack 3.5mm stéréo, une entrée source 1-2 en format RCA ou double jack 6.35mm, etc.
Sorties audio : les prises par lesquelles sort le signal audio du contrôleur pour être diffusé dans un casque, un amplificateur, des enceintes, un enregistreur.. Les sorties audio des contrôleurs DJ utilisent des connecteurs jack 3.5mm, RCA, jack 6.35mm ou XLR.
Alimentation : l'alimentation électrique d'un contrôleur DJ est assurée soit par l'alimentation du bus USB (la prise USB de l'ordinateur alimente le contrôleur DJ), soit par un adaptateur électrique, soit par une prise secteur. 
Piste audio : une piste audio ou un fichier audio est un fichier qui contient dans un format numérique l'enregistrement d'un son, un morceau, une musique ou un ensemble de musiques
Format audio : le format numérique des fichiers audio, par exemple WAV, MP3, WMA, M4A, FLAC
Stems : format audio multi-pistes, créé par Native Instruments et destiné aux disc-jockeys.
Platine virtuelle : la platine virtuelle d'un logiciel DJ est la partie de l'écran sur laquelle on charge une piste audio pour la lire. Un logiciel DJ a le plus souvent au moins 2 platines virtuelles pour pouvoir lire 2 morceaux simultanément.
Bibliothèque audio : la bibliothèque audio ou librairie audio est l'ensemble des pistes audio auxquelles accède le logiciel DJ
Configuration informatique / configuration système :  l'ensemble des informations sur l'ordinateur (Marque, modèle, processeur, RAM, système d'exploitation, type de port USB...). Une configuration informatique au niveau de la configuration minimale requise est requise pour utiliser le logiciel DJ.
Configuration audio : les réglages audio dans le logiciel (choix du périphérique audio - par exemple WASAPI ou ASIO), routage des sorties (Master et pré-écoute) et des entrées, modèle d'enceintes, de casque, de sources audio

## Type de boutons / commandes / contrôles
Le commandes ou contrôles que l'on trouve sur un contrôleur DJ émulent (reproduisent) en partie les commandes que l'on trouve sur 2 platines CD de DJ + 1 table de mixage. 
Commandes issues des tables de mixage
- des boutons poussoirs (souvent rétro-éclairés), parfois appelés boutons de transport, pour enclencher ou cesser des commandes, par exemple choisir de diffuser ou non le son d'une platine dans le casque,
- des potentiomètres rotatifs ("potards" dans le langage familier, knob en anglais), pour régler
  - l'équalisation, découpant le son par fréquences : un équaliseur tri-bande sépare les fréquences hautes (high ou treble), medium (mid) et basses (low ou bass),
  - les volumes sonores de différentes sorties ou entrées : volume général (Main ou Master), volume casque, volume microphone,
  - le gain : le niveau d'entrée de sources sonores avant le réglage du volume fader
  - le filtre : le filtre passe-bas et passe-haut choisit la fréquence de coupure en deçà de laquelle le son est atténué et au dessus de laquelle de son est amplifié, et inversement
  - le Cue-Master ou Cue-to-Mix : règle la composition du signal dans la sortie casque, le mélange entre pré-écoute et master,
  - les effets : l'amplitude de l'effet, et parfois le Dry-Wet (mélange entre le son sans effet (Dry), et le son avec effet (Wet),
- des glissières (ou faders ou potentiomètres horizontaux) comme le "crossfader" qui mixe le son entre la droite et la gauche, et les volume fader, des glissières de volume qui règlent le volume de chaque voie, chaque platine virtuelle,
- des paddle d'effets, ou levier ou gâchette d'effet, destinés à enclencher/relâcher rapidement un effet,

Commandes issues des platines CD pour DJs
- des boutons poussoirs (souvent rétro-éclairés), déclenchant ou arrêtant des commandes, comme la touche Play/Pause, la touche Cue (pour poser un "signet" dans le morceau), la touche Sync (pour Synchroniser le morceau sur le rythme du morceau joué sur l'autre platine : voir l'article : calage tempo),
- des "jog wheels" (plateaux qu'on peut faire tourner dans un sens ou dans l'autre, émulant un plateau de tourne disque) pour se déplacer dans le morceau, accélérer ou ralentir la lecture, ou scratcher,
- une commande de vitesse, le plus souvent par une glissière qu'on appelle pitch fader ou tempo fader, mais parfois cette commande est gérée par un encodeur rotatif.

Commandes apparues d'abord sur les contrôleurs DJ
- des pads, boutons poussoirs carrés ou rectangulaires en matrice de 4, 8 12 ou 16 pads, et dont la fonction change selon le mode choisi (Hot Cue, Loop, Sampler, FX, Slicer, Roll.....) : parfois appelés drum pads ou performance pads, parce que les premiers pads sont proches des batteries électroniques. Le premier contrôleur DJ doté de pads, Hercules DJControl Air, est sorti en 2011.
- des encodeurs rotatifs, qui ressemblent à des potards rotatifs mais qui tournent à l'infini, sans position minimale ou maximale, pour se déplacer dans les listes de morceaux (Browser). Le premier contrôleur DJ avec des encodeurs rotatifs, Hercules DJ Console (Mk1), est sorti en 2003.
- des touchpads, zones tactiles utilisées pour se déplacer dans un morceau (fonction Search) ou pour faire varier l'intensité d'un effet. Le premier contrôleur DJ avec touchpad, le M-Audio Xponent, est sorti en 2007.

Des commandes apparues sur des contrôleurs DJ ont ensuite été portées sur des lecteurs de media (CD) ou des tables de mixage.

## Communication avec le logiciel DJ

### Protocoles de commandes
La plupart des contrôleurs DJ communiquent avec le logiciel DJ en émettant et en recevant des commandes suivant les protocoles
- MIDI (Musical Instrument Digital Interface) ou MIDI étendu (Extended MIDI)
- HID (Human Interface Device)

pour communiquer avec l'ordinateur via un port USB.
Certains contrôleurs de DJ dotés d'entrées audio peuvent être utilisés avec des disques vinyles timecodés (VTC) ou des CD timecodés.

### Compatibilité avec les logiciels DJ
Certains contrôleurs DJ ne fonctionnent qu'avec un seul ou quelques logiciels DJ, approuvés par le fabricant. D'autres fonctionnent avec la plupart des logiciels DJ.
Si un contrôleur DJ n'est pas supporté nativement (reconnu directement) par un logiciel DJ, et si le logiciel DJ est ouvert (permet d'ajouter les commandes d'un nouveau contrôleur DJ), alors le fichier pour faire reconnaître ce contrôleur DJ s'appelle une mappe / un fichier de mapping : on parle généralement de fichier de mapping MIDI (parce que le MIDI est le protocole le plus utilisé), mais il peut aussi exister des fichiers de mapping HID. Les fichiers de mapping sont généralement téléchargeables sur les sites internet de support technique des fabricants de contrôleurs DJ, ou sur des sites internet spécialisés en DJing.

## Histoire des contrôleurs DJ

### L'ancêtre: la télécommande de double lecteur CD en rack
Au début des années 2000, les fabricants de matériel DJ ont conçu des double lecteurs CD en rack 19 pouces pour les bars, avec 1 module double lecteur CD en rack 1U et une télécommande en rack 3U. Des constructeurs ont alors débranché ces télécommandes du double lecteur pour les brancher à des PC et piloter un logiciel DJ : il n'y avait alors ni commande de mixage (il fallait ajouter une table de mixage), ni protocole de commande unifié (l'appareil marchait avec 1 logiciel, PCDJ), mais il n'y avait pas de carte sonore intégrée, mais c'était la première télécommande DJ.
les premiers contrôleurs dj midi
Parmi les premiers exemples de contrôleurs de DJ, on peut citer la console Hercules DJ publiée par Guillemot Corporation en 2004, qui dispose d'une carte son à 6 canaux avec des ports S/PDIF et MIDI, des faders traditionnels de type mixeur, des crossfader et des EQ, des tubulures et des commandes de type CD de type CD. En 2007, Vestax a produit un contrôleur spécialement conçu pour le DJing, le VCI-100, qui a imité deux plateaux tournants et une configuration de mélangeur DJ et a été construit avec des composants de qualité acceptables pour les DJ.De nombreux fabricants ont vu le succès du VCI-100 et ont commencé à vendre leurs propres appareils similaires. Contrairement au VCI-100 d'origine, certains de ces appareils avaient des cartes sons intégrées.
En 2009, Pioneer DJ a produit de nouveaux modèles de leurs lecteurs multimédias populaires CDJ, les CDJ-2000 et CDJ-900, qui pourraient également être utilisés comme contrôleurs pour contrôler les logiciels de DJ via HID.Ainsi, les CDJ peuvent être utilisés pour contrôler un logiciel de DJ sans jouer timecode dans une carte son. Outre leurs lecteurs de CDJ, en 2011, le Pioner DJ a publié en 2011 leurs deux premiers contrôleurs de DJ: le DDJ-S1 (compatible avec Serato) et le DDJ-T1 (compatible avec Traktor). Tout au long de la décennie suivante, jusqu'à aujourd'hui, Pioneer DJ a publié plus de 40 modèles de contrôleurs de DJ différents, y compris des dispositifs entièrement autonomes, ce qui en fait l'une des principales marques sur le marché des équipements de DJ.
En 2010, Native Instruments a publié le Traktor Kontrol S4, qui utilisait des jogwhell haute résolution et un protocole propriétaire plutôt que MIDI pour obtenir de meilleures performances de rotation des  jogwhell .Le Kontrol S4 mk2, publié en 2013, utilise des signaux HID standard plutôt qu'un protocole propriétaire pour communiquer avec l'ordinateur.
Parmi d'autres marques populaires produisant et distribuant des contrôleurs de DJ figurent aujourd'hui Numark DJ, Hercules DJ, Pioneer DJ/AlphaTheta et Denon.
En 2023, des contrôleurs de DJ à  jogwhell motorisées sont entrés sur le marché, répliquant mieux le toucher des platine disque traditionnels. Les marques produisant ces contrôleurs incluent Hercules et Rane. des contrôleurs autonomes ont également proliféré, avec certaines marques, intégrant des batteries et des haut-parleurs pour maximiser la portabilité.Certains contrôleurs ont également des boutons dédiés pour des caractéristiques de pointe, telles que la séparation des pistes (stems) en temps réel permettant de  mélanger sélectivement des éléments de chanson tels que des instruments, des voix et des tambours, donant la possibilite aux DJ, par exemple, de jouer instrumental et de diffuser des versions cappella de pistes ou de créer des mashups instantanés.